# WWVA Jamboree

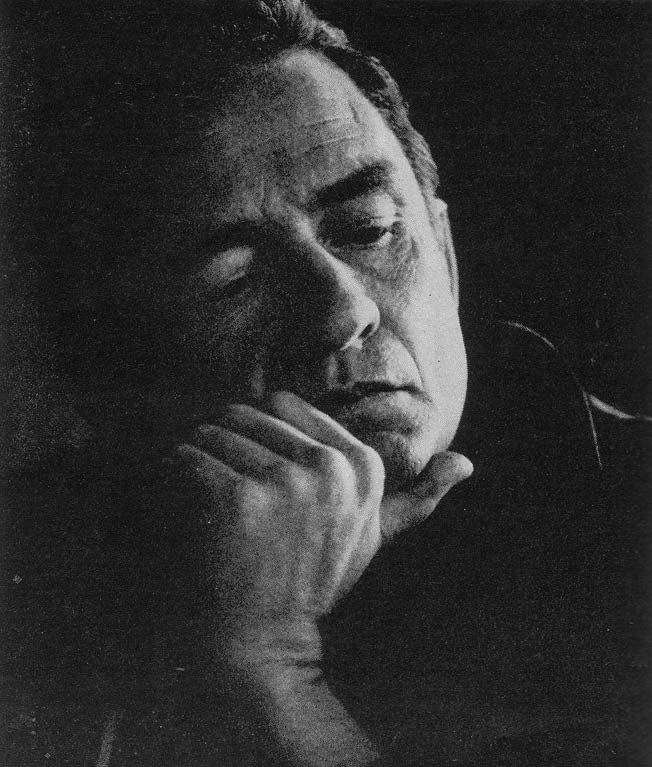
Johnny Cash

Das WWVA Jamboree ist eine US-amerikanische Country-Sendung, die vom Hörfunksender WWVA in Wheeling, West Virginia ausgestrahlt wird. Das WWVA Jamboree begann 1933 und ist bis heute auf Sendung. Das Programm besteht aus Auftritten verschiedener Country-Musiker und Sketchen.

## Geschichte

### Anfänge
Ende 1932 wurde vom führenden Programmdirektor George W. Smith der Vorschlag angebracht, eine Samstagabend-Liveshow zu veranstalten, wie sie schon auf WSM oder WLS erfolgreich lief. Erstmals auf Sendung ging das WWVA Jamboree dann am Abend des 7. Januar 1933. Die erste Sendung wurde im WWVA-Studio mit fünf Künstlern abgehalten: Fred Craddocks's Happy Five, Ginger, Snap & Sparky, die Tweedy Brothers sowie Moderator und Mundharmonika-Spieler Felix Adams. Jedoch waren in den ersten Monaten keine feste Sendezeit des Jamborees geplant, es gab zuerst nur einige, in loser Reihenfolge, gesendete Ausgaben. Im März 1933 wurde die Show auf eine feste Sendezeit, Samstagabends, gebracht.

### Aufstieg
Einen Monat später zog das WWVA Jamboree aufgrund des Besucheransturmes in das Capitol Theater um, das bis zu 3200 Zuschauer aufnehmen konnte. Doch auch das Capitol Theater reichte schon ein Jahr später nicht mehr aus, daher zog man in das noch größere Wheeling Market Auditorium um. Der Eintrittspreis von 25 US-Cent war schon damals äußerst günstig. Im Vergleich dazu nahmen die Skillet Lickers bei ihren Tourneen zehn Jahre zuvor einen Dollar für Erwachsene. Frühe Mitglieder der Sendung waren unter anderem Cowboy Loye, der Komiker Elmer Crowe, die Wheeling Weird Travellers sowie ein junger Hillbilly-Musiker namens Marshall Jones, der später als Grandpa Jones Karriere machte. Neben kommerzieller Old-Time-Musik waren im WWVA Jamboree auch andere Musikgenres vertreten, wie das Croatian Junior Tamburitza Orchestra, die Royal Serenaders und Earl Summers, Jr. und seine Big Band.
Eine Flut im Jahre 1936 unterbrach den Erfolg des Jamborees für kurze Zeit, da das Auditorium zur Unterbringung der Obdachlosen gebraucht wurde. Sechs Monate nach der Flut ging die Show wieder auf Sendung und zog bei der Eröffnungs-Show 5000 Zuschauer an. 1937 wurde Doc Williams mit seiner Band, den Border Riders, Mitglied der Show. Williams sollte zu einem der beliebtesten Künstler im Jamboree werden. Zur selben Zeit waren außerdem Ramblin’ Tommy Scott sowie Slim Bryant der Sendung beigetreten.

### Absetzung und Neubeginn

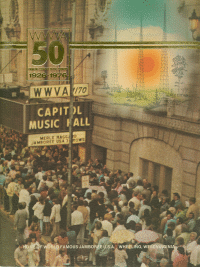
Besucherschlange am Capitol Theater (1980er Jahre)

Ein Jahr nach dem Eintritt der USA in den Zweiten Weltkrieg wurde das WWVA Jamboree auf Anweisung der Regierung wegen Sparmaßnahmen abgesetzt. Zuvor waren die meisten männlichen Mitglieder schon in die Armee eingezogen worden und kämpften in Übersee. Für drei Jahre war das WWVA Jamboree daher zurückgestellt und schien für immer abgesetzt zu sein. Am 13. Juli 1946 wurde erneut eine Eröffnungs-Show im Virginia Theater abgehalten, diesmal unter anderem mit dem jungen Musiker Hawkshaw Hawkins.
Mit dem CBS-System war das Jamboree in nahezu ganz Amerika zu hören.
In den 1940er- und 1950er-Jahren waren Country-Stars wie Wilma Lee & Stooney Cooper, Dusty Owens und Skeeter Davis in der Show vertreten und erhielten die Popularität der Show aufrecht. Anders als die meisten Shows der 1950er-Jahre ging das WWVA Jamboree nicht unter, sondern wurde weiterhin live gesendet mit konstanten Einschaltquoten.
1965 zog die Show unter der Leitung von Lee Sutton in die 3000 Sitze große Wheeling Island Exhibition Hall um.
Mit Stammmitgliedern wie Mac Wiseman und Elton Britt konnte die Leitung nun auch Stars wie Johnny Cash, Merle Haggard, Conway Twitty und Buck Owens für Auftritte gewinnen. 1969 zog die Show noch einmal in das Capitol Theater um, wo sie bis heute abgehalten wird. Auch wenn WWVA sein Programm in den 1980er-Jahren zum Nachrichten-Sender änderte, wurde am WWVA Jamboree festgehalten, das bis heute anhält und damit nach der WSM Grand Ole Opry die langlebigste Country-Show auf der Welt ist. Jedoch nennt das WWVA Jamboree sich jetzt Jamboree USA bzw. The Wheeling Jamboree und das Capitol Theater wurde in Capitol Music Hall umbenannt. Seit dem 3. Januar 2009 finden die Shows wieder im Victoria Theatre statt, wo sie bereits für einige Zeit in den 1930er-Jahren abgehalten wurden.

## Gäste und Mitglieder

Die Capitol Music Hall

| - Don Gibson - Grandpa Jones - Hawkshaw Hawkins - Hardrock Gunter - Hank Snow - Billy Walker - Jimmy Martin - Janis Martin - Skeeter Bonn - Bill Beach - Dusty Owens - Shorty Fincher - Abbie Neal and her Ranch Girls - Tex Harrison and his Buckaroos - Hiram Hayseed - Reed Dunn - The Davis Twins - Skinny Clark - Toby Stroud - Slim Carter | - Pid Hawkins - Jimmy Hutchinson - Tommy Knott - Penny Lou - Lee and Juanita Moore - The Wyoming Ranch Boys - Tommy Sutton - Hank King - Blue Grass Roy - Doc Williams - Carl Stuart - The Compton Brothers - Van Trevor - Curly 'Brien - Stan Jr. - Quarantine - Joe Pain - Charlie Moore - Bill Napier - Log Cabin Girls |